# Jacob Trouba
Jacob Ryan Trouba (* 26. Februar 1994 in Rochester, Michigan) ist ein US-amerikanischer Eishockeyspieler, der seit Dezember 2024 bei den Anaheim Ducks in der National Hockey League unter Vertrag steht. Zuvor war der Verteidiger sechs Jahre bei den Winnipeg Jets aktiv und spielte von 2019 bis 2024 für die New York Rangers, die er ab 2022 auch als Kapitän anführte. Auf internationaler Ebene vertrat er die Nationalmannschaft der USA bei mehreren Weltmeisterschaften und gewann dabei im Jahre 2013 die Bronzemedaille.

## Karriere

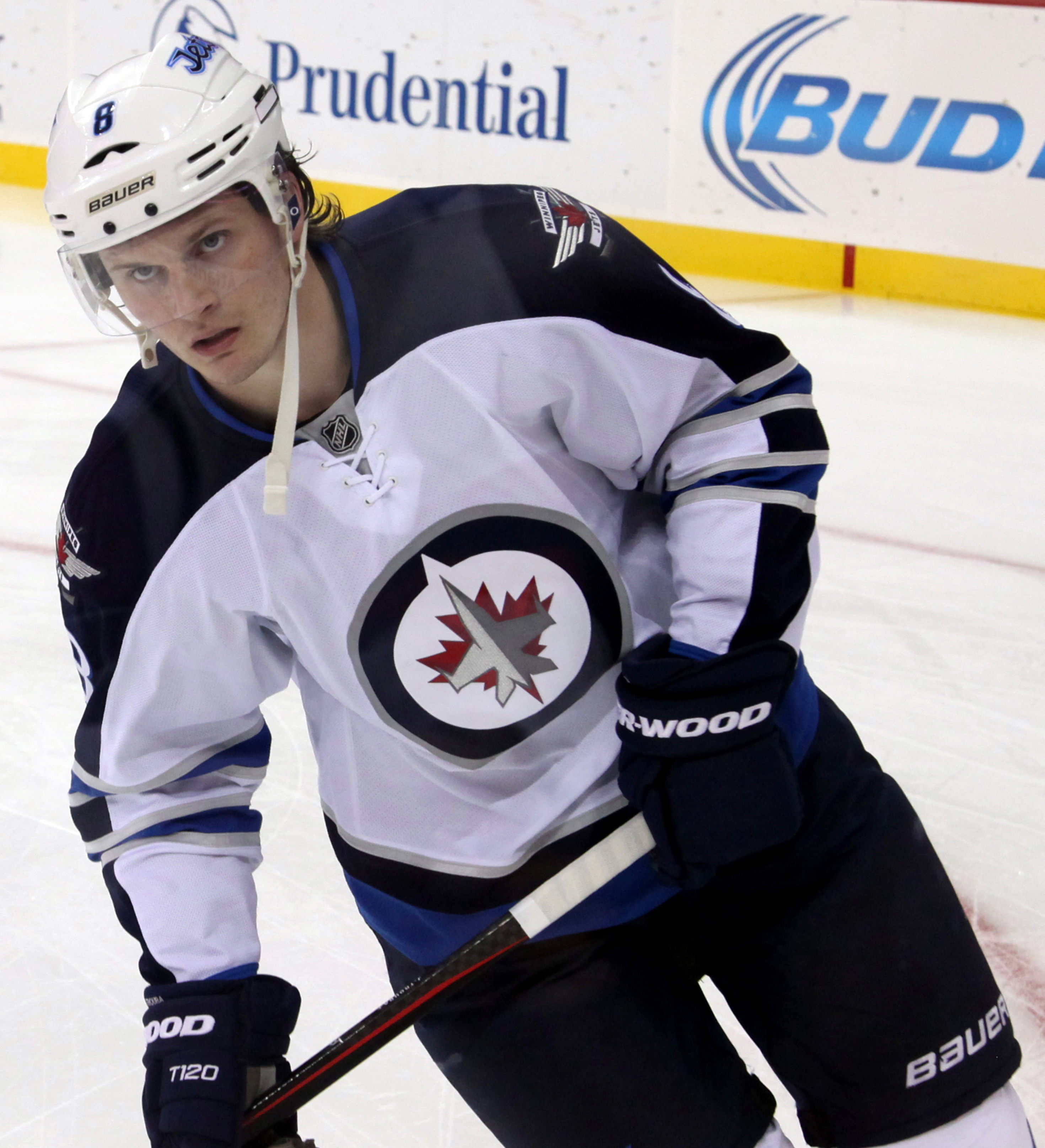
Trouba im Trikot der Jets (2014)

Trouba begann seine Karriere als Eishockeyspieler in Detroit, wo er für das Junioren-Team Detroit Compuware spielte. Zur Saison 2010/11 wurde der Verteidiger ins USA Hockey National Team Development Program eingeladen und absolvierte in seiner Debütsaison 31 Spiele für die Mannschaft in der United States Hockey League. In der folgenden Spielzeit war er mit 18 Punkten aus 22 Spielen punktbester Verteidiger seines Teams.
Im NHL Entry Draft 2012 galt Trouba als eines der hoffnungsvollsten Talente und wurde in den Rankings der International Scouting Services an Rang fünf aller verfügbaren Spieler geführt. Er wurde schließlich von den Winnipeg Jets in der ersten Runde an neunter Position ausgewählt. Zur Saison 2012/13 wechselte er an die University of Michigan und lief für das Eishockey-Team in der Central Collegiate Hockey Association auf. Dort erzielte er in seiner ersten Saison 29 Punkte in 37 Spielen. Trouba wurde daraufhin ins All-Rookie Team und das erste All-Star Team der CCHA berufen sowie als bester offensiver Verteidiger der Division ausgezeichnet. Schließlich wurde er von der NCAA als einziger Freshman auch ins All-American Team gewählt.
Am 2. April 2013 unterzeichnete Trouba einen Einstiegsvertrag über drei Jahre mit den Winnipeg Jets. Dort gelang ihm zur Saison 2013/14 auf Anhieb der Sprung in den NHL-Kader der Mannschaft. Sein erstes Spiel absolvierte er beim Saisonauftakt am 1. Oktober 2013 gegen die Edmonton Oilers, bei dem er sowohl sein erstes NHL-Tor als auch seine erste Vorlage erzielen konnte. Nachdem der Verteidiger den Vertrag bis zum Sommer 2016 erfüllt hatte, lehnte der Restricted Free Agent eine Weiterbeschäftigung bei den Jets kategorisch ab und bat darum, zu einem anderen Team transferiert zu werden. Zum Beginn der Saison 2016/17 stand Trouba somit ohne gültigen Vertrag da und setzte zunächst aus, ehe er sich Anfang November mit den Jets auf einen Zweijahresvertrag einigte, den man im Sommer 2018 übergangsweise um ein weiteres Jahr verlängerte. Kurz vor dem Auslaufen des Vertrags wurde der Verteidiger im Juni 2019 schließlich zu den New York Rangers transferiert, die dafür Neal Pionk und ein Erstrunden-Wahlrecht im NHL Entry Draft 2019 an Winnipeg abgaben. Bei den Rangers unterzeichnete der Verteidiger anschließend einen neuen Siebenjahresvertrag, der ihm ein durchschnittliches Jahresgehalt von acht Millionen US-Dollar einbringen soll.
Im August 2022 wurde Trouba zum neuen Kapitän der Rangers ernannt, wobei er die Nachfolge von Ryan McDonagh antrat, der das Team bis 2018 angeführt hatte. Zwischenzeitlich war das Amt nicht neu vergeben worden. In dieser Funktion erhielt er 2024 den Mark Messier Leadership Award, der besondere Führungsqualitäten ehrt. Spätestens ab der Saison 2024/25 wurden allerdings vermehrt Wechselgerüchte kolportiert, unter anderem aufgrund seines hohen Gehaltes. Dies führte letztlich dazu, dass die Rangers ihn im Dezember 2024 an die Anaheim Ducks abgaben, während Urho Vaakanainen und ein Viertrunden-Wahlrecht im NHL Entry Draft 2025 nach New York wechselten.

### International
Jacob Trouba vertrat die USA erstmals während seiner Zeit im USA Hockey National Team Development Program, wo er auf internationaler Ebene für die U17-, U18- und U20-Auswahl spielte. Sein Debüt gab er bei der World U-17 Hockey Challenge 2011, die er mit neun Punkten aus fünf Spielen als punktbester Verteidiger der USA abschloss und mit seiner Mannschaft die Silbermedaille gewann. Bei den U18-Junioren-Weltmeisterschaften 2011 und 2012 stand er erneut im Aufgebot der USA und gewann bei beiden Turnieren die Goldmedaille. Im selben Jahr nahm er auch an der U20-Junioren-Weltmeisterschaft teil, verfehlte aber diesmal eine Medaille und beendete das Turnier mit seinem Team den siebten Platz.
Bei der U20-Junioren-Weltmeisterschaft 2013 war Trouba Assistenzkapitän der US-Auswahl und führte seine Mannschaft mit neun Punkten in sieben Spielen zum Gewinn der Goldmedaille. Er wurde daraufhin ins All-Star-Team des Turniers berufen und als bester Verteidiger ausgezeichnet. Sein Debüt für die Herren-Nationalmannschaft gab er im selben Jahr bei der Weltmeisterschaft 2013. Dort war er der jüngste Spieler im Kader der US-Amerikaner und gewann mit der Mannschaft schließlich die Bronzemedaille.
Zudem war er Teil des Team Nordamerika beim World Cup of Hockey 2016 und kam dabei auf zwei Einsätze.

## Erfolge und Auszeichnungen
| - 2011 USHL All-Star Game - 2013 NCAA West First All-American Team - 2013 CCHA All-Rookie Team | - 2013 CCHA First All-Star Team - 2013 Bester offensiver Verteidiger der CCHA - 2024 Mark Messier Leadership Award |

### International
| - 2011 Silbermedaille bei der World U-17 Hockey Challenge - 2011 Goldmedaille bei der U18-Junioren-Weltmeisterschaft - 2012 Goldmedaille bei der U18-Junioren-Weltmeisterschaft - 2013 Goldmedaille bei der U20-Junioren-Weltmeisterschaft | - 2013 All-Star-Team der U20-Junioren-Weltmeisterschaft - 2013 Bester Verteidiger der U20-Junioren-Weltmeisterschaft - 2013 Bronzemedaille bei der Weltmeisterschaft |

## Karrierestatistik

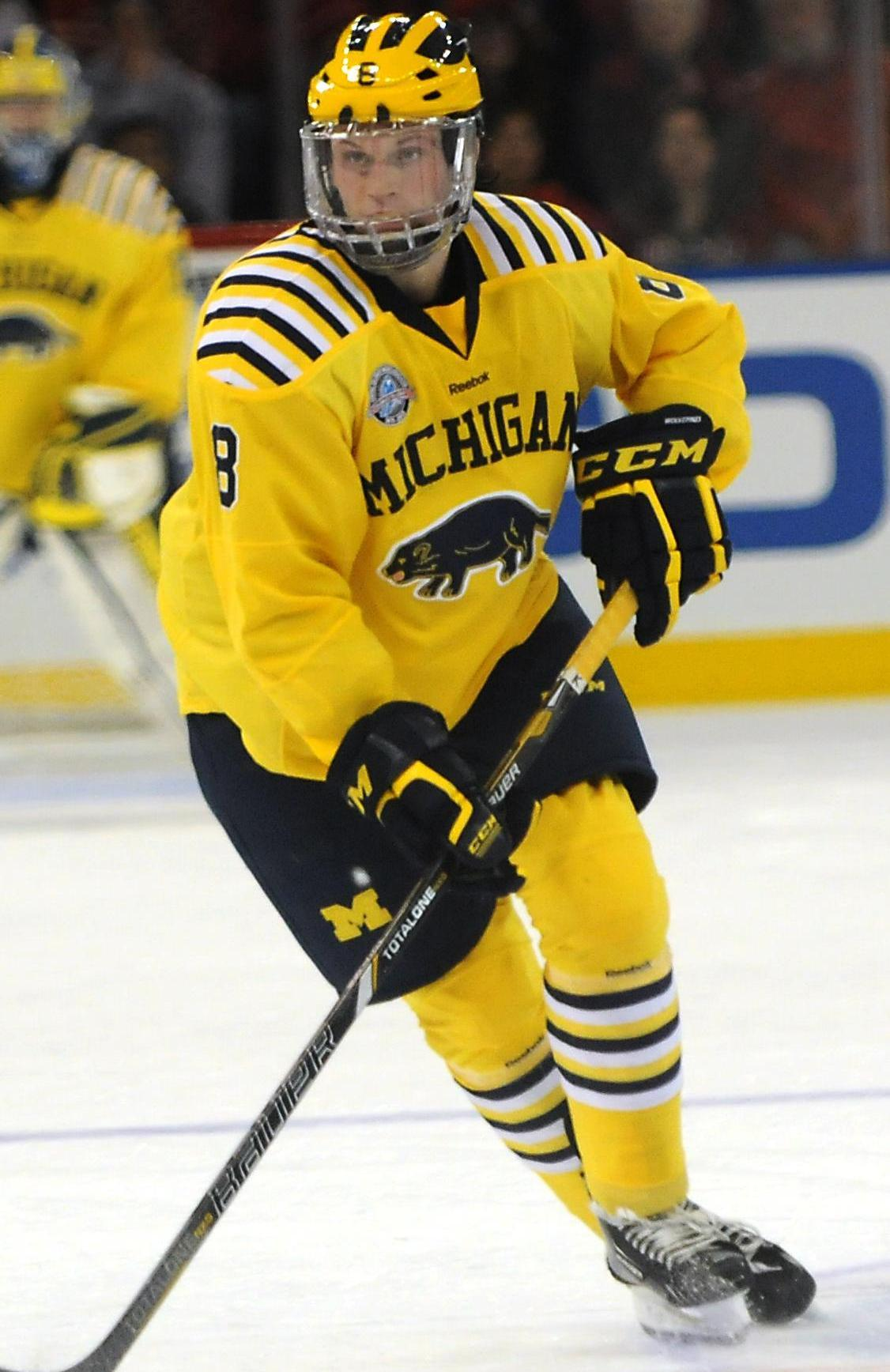
Trouba im Trikot der University of Michigan

Stand: Ende der Saison 2024/25

### International
| Vertrat die USA bei: - World U-17 Hockey Challenge 2011 - U18-Junioren-Weltmeisterschaft 2011 - U20-Junioren-Weltmeisterschaft 2012 - U18-Junioren-Weltmeisterschaft 2012 | - U20-Junioren-Weltmeisterschaft 2013 - Weltmeisterschaft 2013 - Weltmeisterschaft 2014 - Weltmeisterschaft 2017 | Vertrat Team Nordamerika bei: - World Cup of Hockey 2016 |

(Legende zur Spielerstatistik: Sp oder GP = absolvierte Spiele; T oder G = erzielte Tore; V oder A = erzielte Assists; Pkt oder Pts = erzielte Scorerpunkte; SM oder PIM = erhaltene Strafminuten; +/− = Plus/Minus-Bilanz; PP = erzielte Überzahltore; SH = erzielte Unterzahltore; GW = erzielte Siegtore; 1 Play-downs/Relegation; Kursiv: Statistik nicht vollständig)